# 御嶽 (沖縄)

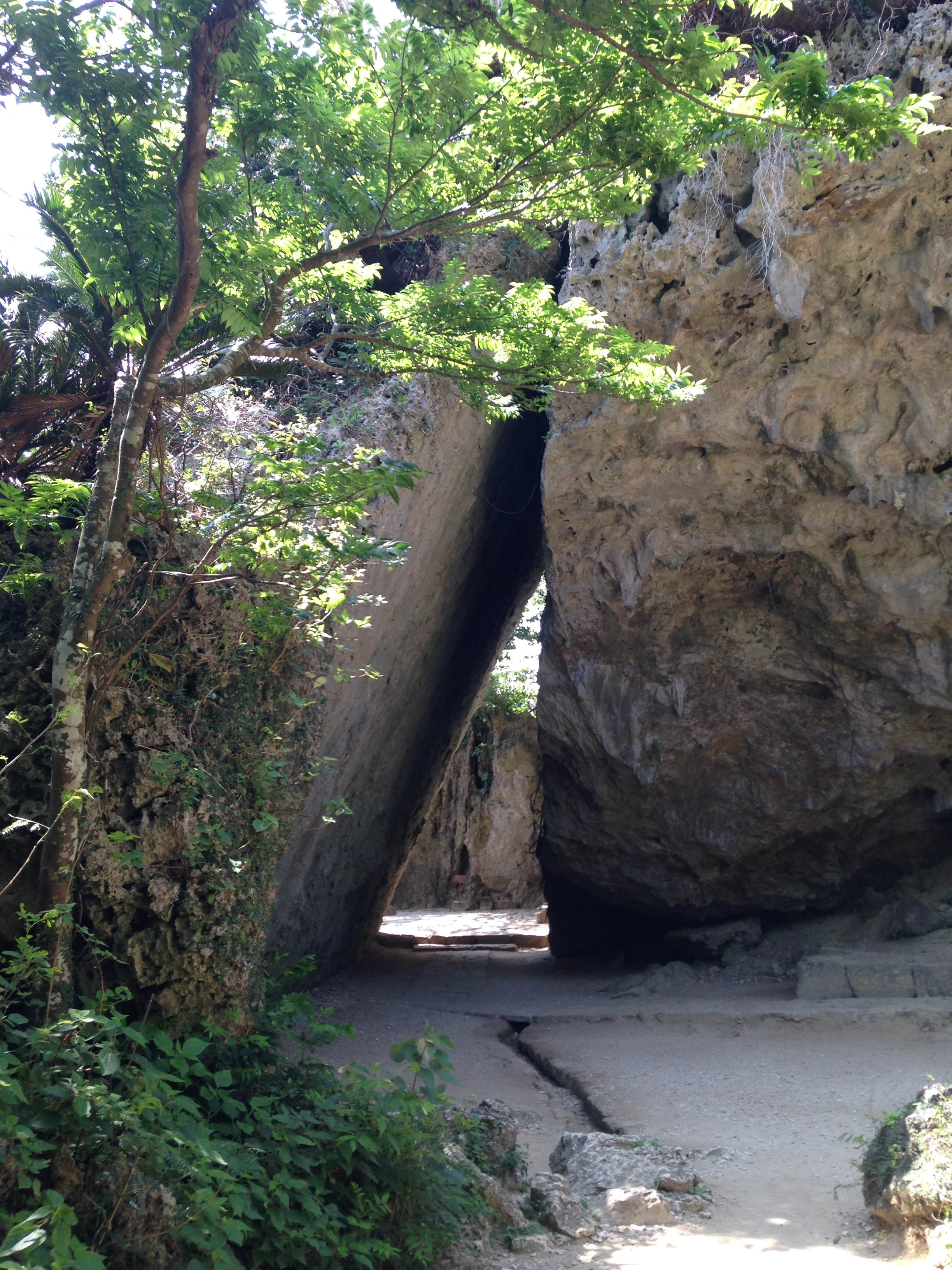
斎場御嶽、三庫理（さんぐぅい）

御嶽（うたき）は、琉球神道における祭祀などを行う場所である。「腰当森（くさてぃむい）」、「拝み山」などともいう。

## 概要
琉球王国（第二尚氏王朝）が制定した琉球神道における聖域の総称で、それ以前はさまざまな呼び名が各地方にあった。「うたき」という呼称は主に沖縄本島とその周辺の島々のものであるが、16世紀まで琉球に属していなかった宮古地方では「すく」、八重山地方では「おん」（石垣島、竹富島、西表島）・「うがん」（新城島、西表島）・「わん」（黒島、小浜島、新城島）・「わー」（波照間島）等と呼ばれる（近年では「うたき」と呼ばれることもある）。

### 信仰上の位置
御嶽は琉球の神話の神が存在、あるいは来訪する場所であり、また祖先神を祀る場でもある。地域の祭祀においては中心となる施設であり、地域を守護する聖域として現在も多くの信仰を集めている。琉球神道では神に仕えるのは女性とされるため、王国時代は完全に男子禁制だった。現在でもその多くが一定区域までしか男性の進入を認めていない。

### 形態

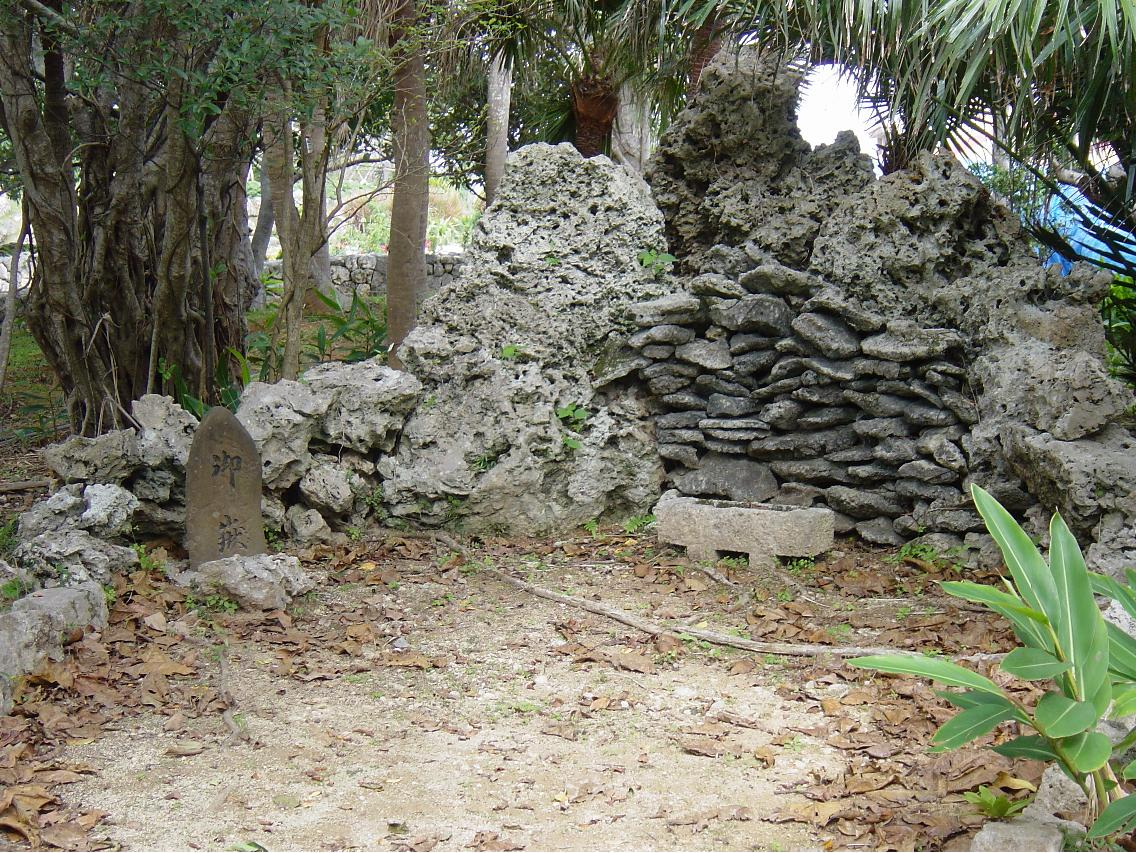
御嶽（国営沖縄記念公園）

御嶽の多くは森の空間や泉や川などで、島そのものであることもある。御嶽によっては空間の中心にイベあるいはイビ石という石碑があるが、これは本来は神が降臨する標識であり、厳密な意味でのご神体ではない（ご神体として扱われているところも多い）。宮古や八重山地方では、過去に実在したノロの墓を御嶽とし、そのノロを地域の守護神として祭っていることが多く見られる。
大きな御嶽では、「神あしゃぎ（神あしゃげ、神あさぎ）」と呼ばれる前庭や建物といった空間が設けられていることがある。これは信仰上、御嶽の神を歓待して歌ったり踊ったりするための空間である。語源は「神あしあげ（神が足をあげる場＝腰を下ろす場）」と考えられている。

#### 御嶽やグスクにある鳥居
御嶽やグスクの入口に鳥居が設置されているものが、現代も沖縄県内に多く残っている。近世琉球までの御嶽にはそもそも無かったものと考えられている（ただし、察度王の代に神仏習合の形で日本神道の神々を勧請した波上宮などは当初から鳥居を供える）。
これは、明治維新から琉球処分以降の「皇民化政策」による神道の施設となった結果であると説明され、県社建立や「一村一社」構想により、県内各地の御嶽やグスクが神社として再編されていった 。例えば今帰仁城跡は1930年（昭和5年）に鳥居が設置されたが、2000年（平成12年）11月30日に登録された世界文化遺産「琉球王国のグスク及び関連遺産群」を構成する施設となって以降、景観保護上の観点で2003年（平成15年）に撤去された。
しかし、本島北部の名護城や、伊平屋島の田名神社、伊江島の阿良御嶽など、日本領以降に設置された鳥居が未だに残っているものもある。また、先島諸島（宮古・八重山）では、特に撤去しようとする動きもなく、そのままになっているのがほとんどと言われる。
日本本土で現存する最古の鳥居は、平安時代のものであり歴史は古いが、鳥居が必ずしも本土神道式の神社を象徴するものとは限らない。そもそも奄美・琉球（沖縄）における神社は、世持神社のように1936年（昭和11年）ながらも沖縄県有志総出で琉球偉人を祀る神社（郷社）建立に走った例もある。徳之島における「神社」のように、鳥居が立っていて「神社」と呼ばれていても必ずしも本土のような手水舎、神殿や拝殿がある訳でもなく、ただ沖縄の御嶽のように小屋や祠、はたまた石だけが置かれているものも多く、奄美古来のグスク（あるいはモリ、ハラ）、古の風葬墓跡や拝所などが判然とせず、聖地と見なされている状況である。

## 起源

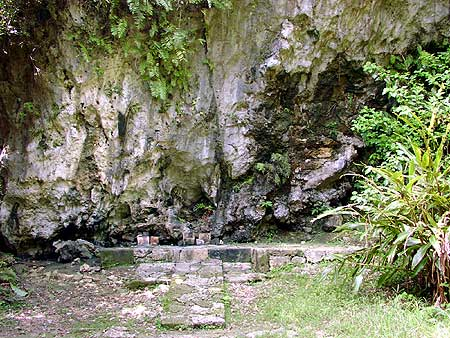
斎場御嶽の大庫理（ウフグーイ）

御嶽はもともと古代社会において集落があった場所と考える説が有力である。その証左として、御嶽の近くから遺骨が見つかる例が少なくない。これは、祖先崇拝であることに強く関係していると考えられる。また、多くの川や泉が御嶽もしくはそれと同格の扱いをされているが、これは保水力の乏しい琉球石灰岩からなる沖縄県周辺の土地性などから、古代社会では水源が神聖視されたためと考えられる。
グスクには拝所が存在するものも多いが、このことから、グスクは元々は御嶽を中心にした集落であったものが発展し、城砦化したと指摘する説がある。また、首里城、玉城城など、城そのものが御嶽とみなされていた城もある。

## 現代における実情
現代も琉球の信仰は地域に根付いており、御嶽はその信仰の中心となる場所として、地域に手厚く保護されているものも多いが、放棄され、存在自体不明のものもある。著名な斎場御嶽や園比屋武御嶽のように観光資源化している御嶽もあるが、それはどちらかといえば稀な例であり、多くの御嶽は、現在も地域の人々（女性）や、そこを管理するノロによって維持されている。御嶽はほぼ年間を通してたびたび行われる地域の様々な祭事の中心となるばかりでなく、東御廻りや今帰仁上りなどの巡礼地として崇められているものもある。
また、米軍による土地接収や、発掘調査や開発にともない立入が禁止または制限されたほか、破壊された御嶽もある。一例として、首里城敷地内にあった十御嶽のいくつかは、かつては現在の首里城再建以前には信仰者が来訪することができたが、同城の再建などの整備にともない立入の制限または有料観覧区域となったり、埋め立てられるなどした地域がある。

## 主な御嶽
以下に、信仰上重要かつ著名な御嶽を列挙する。なお、琉球王国時代の古い集落についてはおおむね集落ごとに1箇所以上の御嶽があると考えてよいが、当時から現在にわたって存在する集落の場合は御嶽もまた残っていると考えられることから、以下はごく一部の例示である。

### 琉球開闢九御嶽
琉球の神話では、日の大神（天にある最高神、日神、天帝）が開闢の神アマミキヨ（アマミク）に命じて島作りをさせた。アマミキヨはこの命を受け、沖縄本島を作り、そこに9つの聖地7つの森を作ったとされる。現在では、アマミキヨによって作られた聖地のうち7つが、琉球開闢九御嶽として語り継がれ、琉球神道においてもっとも神聖な御嶽として位置づけられている。
このうち王国の祭政一致体制において最重視された御嶽は、斎場御嶽である。聞得大君の就任式などはこの御嶽で行なわれた。現在の斎場御嶽からは、アマミキヨ降臨の聖地である久高島が遥拝できるが、これは王国時代の史料には記録されていない。また国王就任に際しては、君手摩（きみてずり）が安須森御嶽に現れ、5つの御嶽を順に巡り、最後に首里真玉森御嶽に現れるという。
以下、アマミキヨが作ったとされる順番に列記する。
- 安須森御嶽（あすむぃうたき）：国頭村辺土
- クボウ御嶽：今帰仁村今帰仁グスク内
- 知念森 : 南城市知念
- 斎場御嶽（せーふぁうたき）：南城市知念
- 薮薩御嶽（やぶさつうたき）：南城市玉城
- 雨つづ天つぎ御嶽（あまつづてんつぎうたき）：南城市玉城、玉城グスク内
- クボー御嶽（くぼーうたき）：南城市知念（久高島）
- 首里森御嶽（しゅいむいうたき）：首里城十嶽の一つ
- 真玉森御嶽（まだむいうたき）：首里城十嶽の一つ

このうち、首里真玉森御嶽は沖縄戦と首里城改築工事による整備で失われており、県によって敷地内への侵入は禁止されている。

### 東御廻りの御嶽

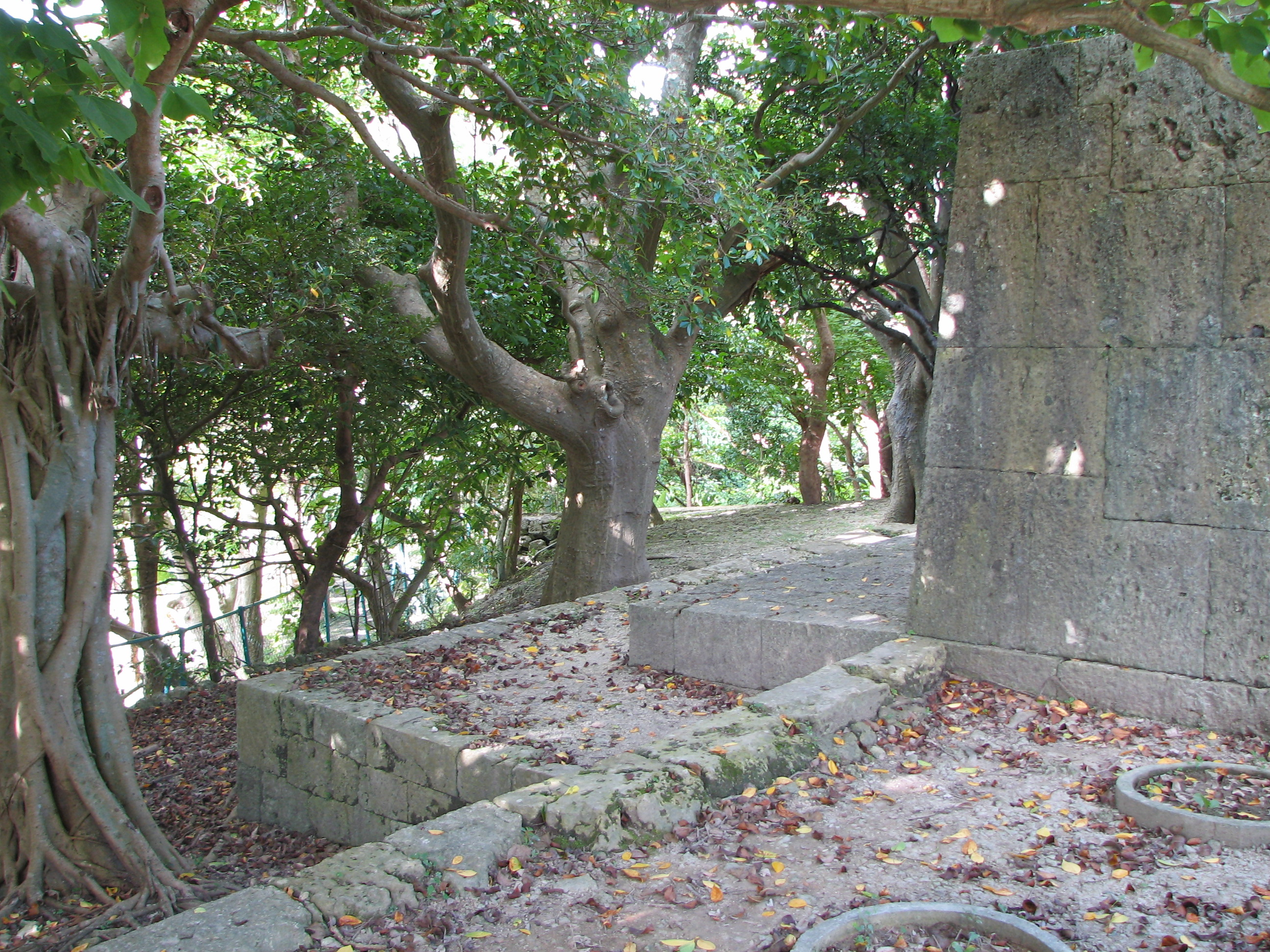
園比屋武御嶽、石門の後方

現在も行われている聖地巡礼である東御廻り（あがりうまーい）は、太陽の昇る東方を、ニライカナイのある聖なる方角と考え、首里からみて太陽が昇る東方（あがりかた）といわれた玉城、知念、佐敷、大里にある御嶽を巡るものである。起源は国王の巡礼と考えられており、以後時代が下るに従い、士族、民間へと広まった。現在では、士族の流れを汲んでいる門中（むんちゅー：男系血族）を中心に行われている。巡る御嶽は門中によって多少異なるが、起点の園比屋武御嶽から以下の順に巡るのが一般的である。
- 園比屋武御嶽（すぬひゃんうたき）：首里城外
- 与那原親川（よなばるうぇーがー）：与那原町
- 御殿山（うどぅんやま）：与那原町
- 場天御嶽（ばてぃんうたき）：南城市佐敷
- 佐敷上グスク（さしきうぃぐすく）：南城市佐敷
- テダ御川（てぃだうかー）：南城市知念
- 斎場御嶽（せーふぁうたき）：南城市知念
- 友利ノ御嶽（とむいのたけ）：南城市知念知念グスク内
- 知念大川（ちねんうっかー）：南城市知念
- ミントングスク（みんとぅんぐすく）：南城市玉城
- 仲村渠樋川（なかんだかりひーじゃー）：南城市玉城
- アイハンタ御嶽（あいはんたうたき）：南城市玉城
- 藪薩御嶽（やぶさつうたき）：南城市玉城
- ヤハラヅカサ：南城市玉城
- 潮花司（すーぱなつかさ）：南城市玉城
- 浜川御嶽（はまがーうたき）：南城市玉城
- 浜川受水走水（はまがーうきんじゅはいんじゅ）：南城市玉城
- 雨つづ天つぎ御嶽（あまつづてんつぎうたき）：南城市玉城玉城グスク内
- 玉城祝女殿内（たまぐすくぬんどぅち）：南城市玉城
- 志堅原仁川（しちんばるじんがー）：南城市玉城

### 今帰仁上りの御嶽
現在も門中を中心に、今帰仁一帯の聖地を巡礼するものが今帰仁上り（なきじんぬぶい）である。起源は定かではないが、琉球王国王統発祥の地である伊是名島、伊平屋島を擁する旧北山国領と、その首府があった今帰仁には、士族のルーツも多くあることが理由ではないかと考えられる。巡る御嶽や経路は門中によって多少異なる。主な御嶽は以下の通りである。
- カラウカー：今帰仁グスク内
- 火の神の祠：今帰仁グスク内
- テンチギの御嶽（カナヒヤブ。開闢2番目に作られた御嶽）：今帰仁グスク内
- ソイツギの御嶽：今帰仁グスク内
- クボウ御嶽：今帰仁グスク内
- 阿応理屋恵祝女殿内（あおりやへのろどぅんち）：今帰仁村
- 今帰仁祝女殿内（なきじんのろどぅんち）：今帰仁村
- 供のカネー祝女火の神（とぅむなはーにーのろひぬかん）：今帰仁村
- 今泊の親川（えーがー）：今帰仁村
- 中城（仲尾次）祝女殿内（なかぐすくのろどぅんち）：今帰仁村
- 今泊の津屋口墓（ちぇーぐちばか）：今帰仁村
- 諸志の赤御墓（あかうばか）：今帰仁村
- 池城墓（いちぐすくばか）：今帰仁村
- 大北墓（うーにしばか：または按司御墓/あじうはか）：今帰仁村
- 百按司墓（むむじゃなばか）：今帰仁村
- ティラガマ：今帰仁村
- 勢理客祝女殿内（じっちゃくのろどぅんち）：今帰仁村

### 先島諸島の御嶽
先島諸島には王国の支配を受ける以前からの聖地が多くあるほか、八重山列島では司の墓が御嶽となっている例が多く見られる。八重山列島では御嶽のことを「おん」、「わん」と呼ぶ。以下に主なものを列挙する。

#### 宮古諸島

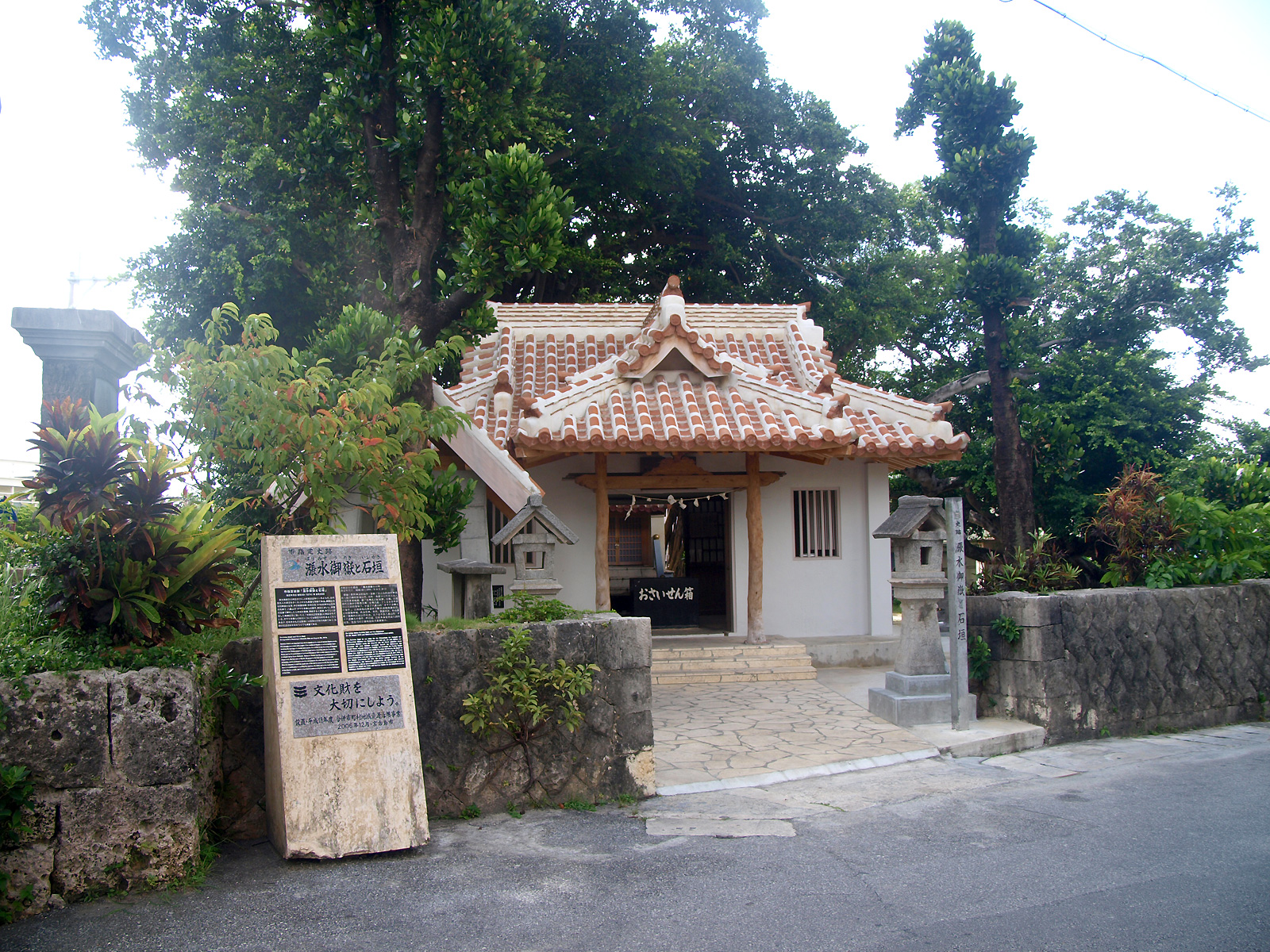
漲水御嶽

漲水御嶽（ぴゃるみずうたき、はりみずうたき）
宮古島（宮古島市）。宮古島を作った神・古意角（こいつの）と姑依玉（こいたま）の二神を中心として、水を司る「竜宮神」、宮古島を守護する「子方母天太」等の神々が祭られており、島内最高の霊場として島の人々の信仰を集め、その周りをめぐる石垣は、1500年のオヤケ赤蜂の乱の戦勝記念として仲宗根豊見親が奉納したと伝えられている。
島尻元島（しまじりもとしま）
宮古島（宮古島市平良字島尻）。奇祭「パーントゥ・プナハ」の中心となる一帯にある。
大主御嶽（ウパルズ御嶽、ナナムイ）
池間島（宮古島市）。大主神社（標準語風の名称）ともいう。宮古島に住んでいる人々の運命を司る神「うらせりくためなうの眞主（まぬす）」を祭る御嶽。池間島から移民した人々が伊良部島、字西原にも新しく同名の御嶽を建立した。現在でも池間島にルーツがある人々から信仰を集め、この御嶽を中心として、多くの神事が行われている。
大神御嶽（おおがみうたき）
大神島（宮古島市）。秘祭「祖神祭（うやがん）」の中心となる御嶽。

#### 八重山列島

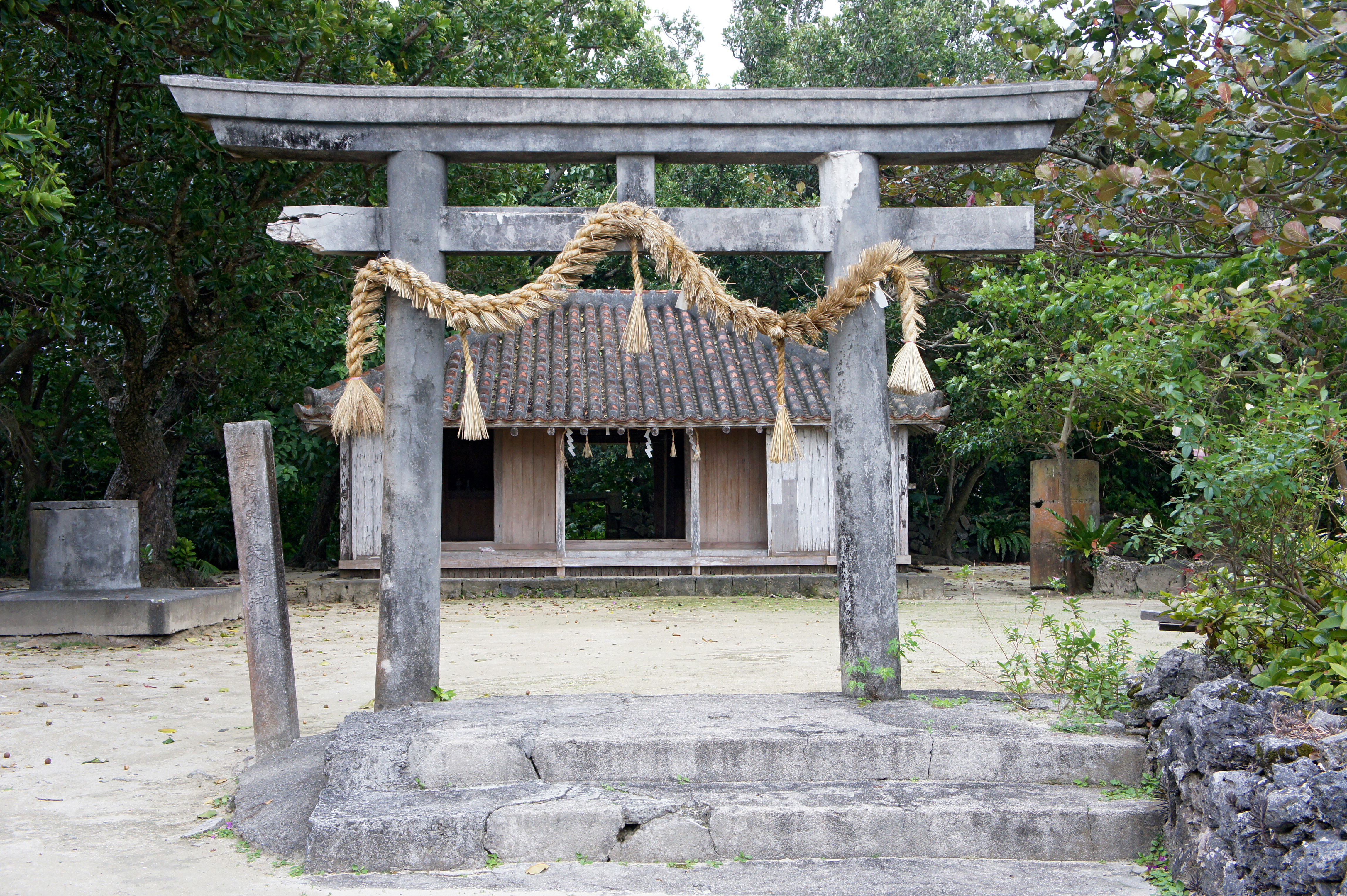
美崎御嶽

真乙姥御嶽（まいつばおん）
石垣島（石垣市）。王府のオヤケアカハチ軍征討に縁のある祝女を祭った御嶽。
美崎御嶽（みしゃぎおん）
石垣島（石垣市）。沖縄県の有形文化財・史跡に指定されている。
群星御嶽（んにぶしおん/んにぶしうたき）
石垣島（石垣市）。奇祭「マユンガナシ」の中心になる御嶽。
西塘御嶽（にしとうおん）
竹富島（竹富町）。西塘を祀る御嶽。沖縄県の史跡に指定されている。
国仲御嶽（ふいなーおん/くになかうたき）
竹富島（竹富町）。園比屋武御嶽から勧請された八重山で唯一の王府縁の御嶽。
三離御嶽（ふなふら/みちゃーりおん/さんりうたき）
西表島（竹富町古見（クン））。請原御嶽とともに、秘祭アカマタ・クロマタ・シロマタ祭の中心になる御嶽。
十山御嶽（とぅやまうがん）
与那国島（与那国町祖納）。

### 奄美群島
奄美群島にもノロ制度はあるが御嶽と呼ばれる拝所は存在していない。ただし「アマンデー」（奄美嶽、海見嶽）と呼ばれる、斎場御嶽と似たものが存在する。また「拝み山」と呼ばれる山や、「立神」と呼ばれる類するものもある。厳島神社や高千穂神社という名称でありながら実際には御嶽と思われる拝所が多く存在する。薩摩藩の統治時代に神社に移行したものと考えられる。